# Palacio de Itamaraty (Río de Janeiro)
El Palacio del Itamaraty es un edificio del siglo XIX situado en el barrio Centro de Río de Janeiro, Brasil. Fue sede del gobierno republicano y del Ministerio de las Relaciones Exteriores (MRE). Actualmente alberga la Oficina de Representación del MRE en Río de Janeiro y a otras entidades culturales y diplomáticas.

## Historia
El edificio principal es de estilo neoclásico y se le atribuye a Jacinto Rebelo. En la parte trasera, este cuenta con un espejo de agua rodeado de palmeras imperiales. Algunos de los edificios alrededor del patio fueron reformados entre 1927 y 1930 por el arquitecto francés Joseph Gire, el escocés Robert Prentice y el austriaco Anton Floderer siguiendo estilo neoclásico de tendencia Beaux Arts.

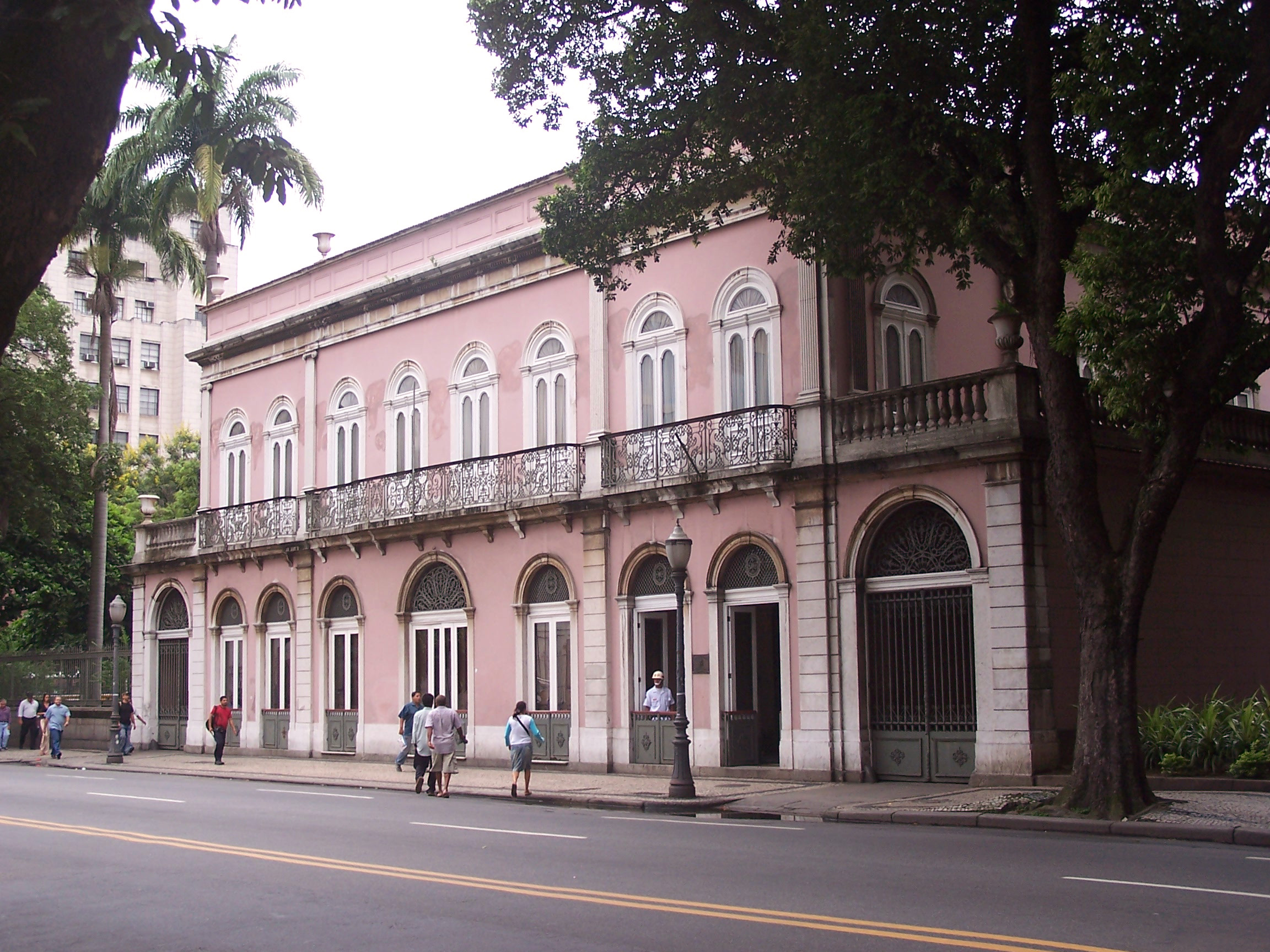
Fachada neoclásica.

Prentice y Anton proyectaron además la biblioteca tras ganar un concurso promovido por el Instituto de Arquitectos de Brasil. Esta fue construida entre 1928 y 1930 para guardar los archivos, la biblioteca y los mapas donados al gobierno por el Barón de Río Branco. Gire proyectó el arquitrabe y las galerías de acceso a los salones y también realizó alteraciones en la fachada.

### Cancillería
Fue sede del gobierno republicano de 1889 a 1898 y sede del MRE de 1899 a 1970, lo que convirtió su nombre en un sinónimo de la diplomacia brasileña. De hecho, el Palacio Itamaraty de Brasilia, también conocido como Palacio de los Arcos, heredó el nombre de su antecesor carioca.
En la actualidad, es oficina de representación del Ministerio de las Relaciones Exteriores en Río de Janeiro. Parte del palacio abriga los grandes acervos del Museo Histórico y Diplomático, del Archivo Histórico y de la Mapoteca. En el edificio también se encuentra la Oficina de Informaciones de las Naciones Unidas en Brasil y el Centro de Historia y Documentación Diplomática de la Fundación Alexandre de Gusmão.
En 1938, el palacio fue el octavo edificio registrado como monumento nacional en Brasil.